# Xenohyla truncata
Az Xenohyla truncata a kétéltűek (Amphibia) osztályának békák (Anura) rendjébe és a levelibéka-félék (Hylidae) családjába tartozó faj.

## Előfordulása
A faj Brazília Rio de Janeiro államának endemikus faja. Természetes élőhelye szubtrópusi vagy trópusi nedves bozótosok, időszakos édesvizű mocsarak. Különlegessége, hogy ez az egyetlen gyümölcsevő békafaj, melynek étrendjében jelentős hányadot foglalnak el a gyümölcsök.